# Бузулукский район
Бузулу́кский район — административно-территориальная единица (район) и муниципальное образование (муниципальный район) в Оренбургской области России.

## География
Бузулукский район расположен на западе Оренбургской области. Граничит: на севере — с Бугурусланским и Асекеевским, на востоке — с Грачёвским и Сорочинским, на юге — с Тоцким и Курманаевским районами области, на западе — с Борским районом Самарской области.
Простирается с севера на юг на 88 км, с запада на восток — на 72 км.
Расстояние до областного центра — 246 км.
Площадь района — 3808 км² (3,1 % территории области).
Геолого-геоморфологическую основу территории образуют сыртово-увалистые равнины, сложение песчаниками, аргиллитами и конгломератами нижнего триаса, а также плоские равнины, образованные на неоген-четвертичных отложениях.
Район является самым лесистым в области — лесопокрытая площадь занимает более 20 % его территории.
Северо-западную часть района занимает Бузулукский бор, известный своей уникальностью. Это самый южный в России естественный хвойный массив, расположенный в зоне с резко континентальным климатом далеко за пределами ареала хвойных лесов. Река Самара огибает бор с юга, а внутри лесного массива протекает река Боровка — правый приток Самары.
На территории района протекает река Самара с притоками рек: Бузулук, Ток, Боровка.
На территории района проходит железнодорожные пути: Оренбург — Самара, ст. Красногвардеец — Перелюб Саратовской области.
Природные ресурсы, полезные ископаемые: нефть, газ, гравий.

## Палеонтология
В отложениях раннего триасового периода Бузулукского района обнаружены окаменелости темноспондильных амфибий и примитивных рептилиоморф. В индском ярусе найдены Selenocara, Tupilakosaurus, Syrtosuchus и Axitectum. В более молодом нижнеоленёкском подъярусе представлены Benthosuchus, Wetlugasaurus, Trematotegmen, Thoosuchus, Qantas, Angusaurus, Dromotectum, Selenocara, Prothoosuchus и, возможно, Tupilakosaurus.

## История
Район образован как Пригородный 16 июля 1928 года в Бузулукском округе Средне-Волжского края. Переименован между 15.11.1930 и 01.10.1931.
3 апреля 1959 года к нему был присоединён Державинский район.

## Население
| 2002    | 2003    | 2004    | 2009    | 2010    | 2012    | 2013    | 2014    | 2015    |
| ------- | ------- | ------- | ------- | ------- | ------- | ------- | ------- | ------- |
| 33 113  | ↘33 000 | ↗33 200 | ↗33 459 | ↘31 071 | ↘30 968 | ↘30 769 | ↘30 670 | ↘30 589 |
| 2016    | 2017    | 2018    | 2019    | 2020    | 2021    |         |         |         |
| ↘30 417 | ↘30 326 | ↘30 135 | ↘29 941 | ↘29 689 | ↗31 744 |         |         |         |

## Территориальное устройство
Бузулукский район как административно-территориальная единица области включает 28 сельсоветов. В рамках организации местного самоуправления, Бузулукский муниципальный район включает соответственно 28 муниципальных образований со статусом сельских поселений (сельсоветов):
| №  | Муниципальное образование      | Административный центр  | Количество населённых пунктов | Население (чел.) | Площадь (км²) |
| -- | ------------------------------ | ----------------------- | ----------------------------- | ---------------- | ------------- |
| 1  | Алдаркинский сельсовет         | село Алдаркино          | 2                             | ↘386             | 97,93         |
| 2  | Берёзовский сельсовет          | село Берёзовка          | 2                             | ↘358             | 7,65          |
| 3  | Верхневязовский сельсовет      | село Верхняя Вязовка    | 3                             | ↘870             | 201,56        |
| 4  | Державинский сельсовет         | село Державино          | 5                             | ↘852             | 207,70        |
| 5  | Елховский сельсовет            | село Елховка            | 3                             | ↘444             | 84,81         |
| 6  | Елшанский сельсовет            | село Елшанка Первая     | 2                             | ↘1166            | 115,04        |
| 7  | Жилинский сельсовет            | село Жилинка            | 5                             | ↘480             | 121,09        |
| 8  | Каменносарминский сельсовет    | село Каменная Сарма     | 3                             | ↘471             | 171,26        |
| 9  | Колтубановский поссовет        | посёлок Колтубановский  | 6                             | ↘3487            | 573,46        |
| 10 | Колтубанский сельсовет         | село Колтубанка         | 2                             | ↘617             | 74,67         |
| 11 | Красногвардейский сельсовет    | посёлок Красногвардеец  | 5                             | ↗3963            | 150,56        |
| 12 | Краснослободский сельсовет     | село Красная Слободка   | 3                             | ↘365             | 118,03        |
| 13 | Липовский сельсовет            | село Липовка            | 1                             | ↗551             | 42,00         |
| 14 | Лисьеполянский сельсовет       | посёлок Лисья Поляна    | 6                             | ↗826             | 96,51         |
| 15 | Могутовский сельсовет          | село Могутово           | 4                             | ↘445             | 105,39        |
| 16 | Новоалександровский сельсовет  | село Новоалександровка  | 3                             | ↗3253            | 127,99        |
| 17 | Новотёпловский сельсовет       | село Новая Тепловка     | 3                             | ↘401             | 107,06        |
| 18 | Палимовский сельсовет          | село Палимовка          | 3                             | ↗2743            | 85,63         |
| 19 | Подколкинский сельсовет        | село Подколки           | 3                             | ↘1038            | 199,17        |
| 20 | Преображенский сельсовет       | село Преображенка       | 2                             | ↘536             | 146,51        |
| 21 | Пригородный сельсовет          | посёлок Искра           | 1                             | ↗982             | 71,18         |
| 22 | Проскуринский сельсовет        | село Проскурино         | 3                             | ↘630             | 290,18        |
| 23 | Староалександровский сельсовет | село Староалександровка | 1                             | ↘627             | 68,42         |
| 24 | Сухореченский сельсовет        | село Сухоречка          | 3                             | ↘1689            | 203,77        |
| 25 | Твердиловский сельсовет        | село Твердилово         | 2                             | ↘443             | 91,33         |
| 26 | Троицкий сельсовет             | село Троицкое           | 4                             | ↗635             | 113,97        |
| 27 | Тупиковский сельсовет          | село Тупиковка          | 1                             | ↗631             | 77,88         |
| 28 | Шахматовский сельсовет         | село Шахматовка         | 2                             | ↗683             | 56,78         |

### Населённые пункты
В Бузулукском районе 83 населённых пункта.
| №  | Населённый пункт          | Тип     | Население | Муниципальное образование      |
| -- | ------------------------- | ------- | --------- | ------------------------------ |
| 1  | Разъезд 3 км              | разъезд | 30        | Елшанский сельсовет            |
| 2  | Алдаркино                 | село    | ↘447      | Алдаркинский сельсовет         |
| 3  | Александровка             | село    | ↘42       | Краснослободский сельсовет     |
| 4  | Алексеевка                | посёлок | ↗2        | Елховский сельсовет            |
| 5  | Балимовка                 | деревня | ↘10       | Жилинский сельсовет            |
| 6  | Берёзовка                 | село    | ↘399      | Берёзовский сельсовет          |
| 7  | Боровский                 | посёлок | ↘0        | Троицкий сельсовет             |
| 8  | Бузулукское Лесничество   | посёлок | 210       | Сухореченский сельсовет        |
| 9  | Булгаково                 | село    | ↘85       | Краснослободский сельсовет     |
| 10 | Верхняя Вязовка           | село    | ↗735      | Верхневязовский сельсовет      |
| 11 | Воронцовка                | село    | ↘144      | Елховский сельсовет            |
| 12 | Гавриловка                | деревня | ↘22       | Державинский сельсовет         |
| 13 | Гремучий                  | посёлок | ↘1        | Новотёпловский сельсовет       |
| 14 | Державино                 | село    | ↘810      | Державинский сельсовет         |
| 15 | Дмитриевка                | село    | ↘397      | Новоалександровский сельсовет  |
| 16 | Дубовый Куст              | посёлок | ↘41       | Алдаркинский сельсовет         |
| 17 | Екатериновка              | село    | ↘159      | Державинский сельсовет         |
| 18 | Елховка                   | село    | ↘386      | Елховский сельсовет            |
| 19 | Елшанка                   | разъезд | 85        | Палимовский сельсовет          |
| 20 | Елшанка Вторая            | село    | ↘118      | Верхневязовский сельсовет      |
| 21 | Елшанка Первая            | село    | ↗1176     | Елшанский сельсовет            |
| 22 | Елшанский                 | посёлок | 72        | Колтубановский поссовет        |
| 23 | Жилинка                   | село    | ↘344      | Жилинский сельсовет            |
| 24 | Заповедный                | посёлок | ↘57       | Колтубановский поссовет        |
| 25 | Искра                     | посёлок | ↗982      | Пригородный сельсовет          |
| 26 | Казаковка                 | деревня | ↘150      | Жилинский сельсовет            |
| 27 | Каменная Сарма            | село    | ↘370      | Каменносарминский сельсовет    |
| 28 | Карачево                  | деревня | ↘6        | Державинский сельсовет         |
| 29 | Кировский                 | посёлок | ↘230      | Красногвардейский сельсовет    |
| 30 | Колтубанка                | село    | ↘677      | Колтубанский сельсовет         |
| 31 | Колтубановский            | посёлок | ↘3157     | Колтубановский поссовет        |
| 32 | Красная Слободка          | село    | ↘349      | Краснослободский сельсовет     |
| 33 | Красногвардеец            | разъезд | 96        | Красногвардейский сельсовет    |
| 34 | Красногвардеец            | посёлок | ↘3508     | Красногвардейский сельсовет    |
| 35 | Краснодольский            | посёлок | ↘33       | Проскуринский сельсовет        |
| 36 | Лебяжий                   | посёлок | 34        | Колтубанский сельсовет         |
| 37 | Липовка                   | село    | ↗551      | Липовский сельсовет            |
| 38 | Лисья Поляна              | посёлок | ↘438      | Лисьеполянский сельсовет       |
| 39 | Лоховка                   | село    | ↘0        | Твердиловский сельсовет        |
| 40 | Малогасвицкое             | село    | ↗138      | Подколкинский сельсовет        |
| 41 | Мельничный                | посёлок | ↘37       | Берёзовский сельсовет          |
| 42 | Мичурино                  | посёлок | ↗100      | Сухореченский сельсовет        |
| 43 | Могутово                  | село    | ↘494      | Могутовский сельсовет          |
| 44 | Мордовский                | посёлок | ↗48       | Жилинский сельсовет            |
| 45 | Мотовилово                | деревня | ↘67       | Троицкий сельсовет             |
| 46 | Нижняя Вязовка            | село    | ↘194      | Верхневязовский сельсовет      |
| 47 | Никифоровка               | село    | ↘135      | Каменносарминский сельсовет    |
| 48 | Никифоровское Лесничество | посёлок | 73        | Каменносарминский сельсовет    |
| 49 | Новая Елшанка             | село    | ↗408      | Палимовский сельсовет          |
| 50 | Новая Казанка             | село    | ↘165      | Подколкинский сельсовет        |
| 51 | Новая Тепловка            | село    | ↘336      | Новотёпловский сельсовет       |
| 52 | Новоалександровка         | село    | ↗1675     | Новоалександровский сельсовет  |
| 53 | Новодубовка               | село    | ↘121      | Проскуринский сельсовет        |
| 54 | Новый Городок             | посёлок | ↗37       | Жилинский сельсовет            |
| 55 | Обухово                   | посёлок | ↘142      | Красногвардейский сельсовет    |
| 56 | Озёрье                    | село    | ↘0        | Преображенский сельсовет       |
| 57 | Опытный                   | посёлок | 57        | Колтубановский поссовет        |
| 58 | Палимовка                 | село    | ↗1933     | Палимовский сельсовет          |
| 59 | Паника                    | посёлок | ↘74       | Колтубановский поссовет        |
| 60 | Партизанский              | посёлок | ↗156      | Колтубановский поссовет        |
| 61 | Перевозинка               | село    | ↗605      | Новоалександровский сельсовет  |
| 62 | Подгорный                 | посёлок | ↘34       | Троицкий сельсовет             |
| 63 | Подколки                  | село    | ↘857      | Подколкинский сельсовет        |
| 64 | Покровка                  | село    | ↘147      | Лисьеполянский сельсовет       |
| 65 | Преображенка              | село    | ↗644      | Преображенский сельсовет       |
| 66 | Присамарский              | посёлок | ↘212      | Красногвардейский сельсовет    |
| 67 | Проскурино                | село    | ↘662      | Проскуринский сельсовет        |
| 68 | Ржавец                    | посёлок | ↘51       | Могутовский сельсовет          |
| 69 | Рябцево                   | посёлок | ↘118      | Лисьеполянский сельсовет       |
| 70 | Свежий Родник             | посёлок | ↘24       | Лисьеполянский сельсовет       |
| 71 | Сидоркино                 | деревня | ↘27       | Державинский сельсовет         |
| 72 | Старая Тепловка           | село    | ↘152      | Новотёпловский сельсовет       |
| 73 | Староалександровка        | село    | ↘627      | Староалександровский сельсовет |
| 74 | Стрелица                  | посёлок | ↘10       | Могутовский сельсовет          |
| 75 | Сухоречка                 | село    | ↗1278     | Сухореченский сельсовет        |
| 76 | Твердилово                | село    | ↘491      | Твердиловский сельсовет        |
| 77 | Троицкое                  | село    | ↘568      | Троицкий сельсовет             |
| 78 | Тростянка                 | село    | ↘91       | Лисьеполянский сельсовет       |
| 79 | Тупиковка                 | село    | ↗631      | Тупиковский сельсовет          |
| 80 | Черталык                  | посёлок | ↘60       | Могутовский сельсовет          |
| 81 | Чуфарово                  | деревня | ↘0        | Лисьеполянский сельсовет       |
| 82 | Шахматовка                | село    | ↘647      | Шахматовский сельсовет         |
| 83 | Яблоневый                 | посёлок | ↘88       | Шахматовский сельсовет         |

Упраздненные населенные пункты
- 1964 год — поселок Павловка (Твердиловский сельсовет)
- 1997 год — поселок Павловка (Верхневязовский сельсовет)[26].

- 1999 год — деревни Феклинка[27] и Сергеевка[28].

- 2000 год — деревня Путилово[29].

- 2005 год — село Пасмурово[30].

- 2008 год — село Семёновка[31].

## Экономика
Ведущее место в экономике района занимает сельское хозяйство. В этой отрасли занято 218 предприятий, в том числе 178 крестьянских (фермерских) хозяйств. Сельхозтоваропроизводители специализируется на производстве зерна, мяса и молока.

## Транспорт
Район расположен на месте пересечения транспортных путей, связывающих Среднее Поволжье и Центральные районы страны с Южным Уралом, Казахстаном и Средней Азией, а также Восточный Татарстан с Северо-Западным Казахстаном.

## Социальная сфера
В районе функционирует 38 школы, из них 18 средних общеобразовательных, 18 основных общеобразовательных, 2 начальных. В них работают 497 учителей. ПТУ в районе нет.
В районе имеется 21 детское дошкольное образование, в них работают 90 работников; 1 Центр внешкольной работы, в нём работают 5 работников; 1 детско-юношеская спортивная школа.
Имеются 4 больницы (МУЗ «Центральная районная больница», Колтубановская участковая больница, Державинская участковая больница, Верхневязовская участковая больница), 45 фельдшерско-акушерских пункта; 7 амбулаторий (Проскуринская, Подколкинская, Преображенская, Староалександровская, Могутовская, Красногвардейская, Елшанская); в них работает 659 человек.
В районе имеется 27 сельских Домов культуры, 22 сельских клубов, в них работает 150 человек.
Имеется центральная районная библиотека, 39 сельских филиалов, в них работает 46 человек; детская музыкальная школа искусств — 10 сельских филиалов, в них работает 11 человек; ансамбль «Наряд».
В районе имеется МУ "Социальный приют для детей и подростков «Родничок» на 15 мест; МУ СОН «Реабилитационный центр для детей и подростков с ограниченными возможностями» на 75 мест; МУ СОН «Дом — интернат малой вместимости» на 12 мест.
В районе функционирует 3 церкви (п. Колтубановский, с. Сухоречка, с. Державино).

## Известные уроженцы и жители
- Беляев, Иван Петрович (1904—1987) — советский военачальник, генерал-майор, родился в селе Палимовка.
- Калинин, Михаил Михайлович (1911—1973) — Герой Советского Союза, родился в Елшанке.
- Жуков, Александр Александрович (1936—2006) — советский хозяйственный, государственный и политический деятель, Герой Социалистического Труда.